# Celal Atik
Celal Atik, né en 1918 (1917, 1919 ou 1920 selon certaines sources) dans le district de Boğazlıyan et mort le 27 avril 1979 à Ankara, était un lutteur turc.
Il commence la lutte à Ankara et remporte son premier titre national en 1938. Né Celal Dogan, il adopte le nom d'Atik en l'honneur du président Mustafa Kemal Atatürk, fondateur de la République turque.
Celal Atik pratique les deux styles de lutte représentés aux Jeux olympiques : gréco-romaine et libre. Il participe à sa première compétition internationale à l'occasion des championnats d'Europe, en 1939. C'est pour le jeune lutteur, inexpérimenté à ce niveau, un cuisant échec : il ne remporte aucun combat. Il obtient cependant une médaille d'argent aux championnats des Balkans, en 1940. La Seconde Guerre Mondiale met entre parenthèses les épreuves internationales, alors qu'Atik est en pleine ascension.
Il participe aux premiers championnats d'Europe organisés après la guerre, en 1946 à Stockholm, et s'impose en lutte libre dans la catégorie des poids légers. Il bat notamment le représentant suédois, Gösta Frändfors, médaillé de bronze aux Jeux de Berlin en 1936. Frändfors et Atik se retrouvent l'année suivante aux championnats d'Europe à Prague, mais en lutte gréco-romaine. Cette fois, le Suédois s'impose, Atik terminant troisième.
Atik connaît la consécration aux Jeux olympiques de Londres, en 1948 : il décroche la médaille d'or en lutte libre, poids légers, après avoir notamment vaincu son rival suédois, Frändfors, et l'Italien Garibaldo Nizzola. Il complète son palmarès l'année suivant avec un titre européen, obtenu dans la catégorie supérieure, celle des mi-moyens, également en lutte libre. Il confirme sa polyvalence en obtenant la médaille d'argent des championnats du monde en style gréco-romain, en 1950. Mais c'est en lutte libre qu'il remporte son seul titre mondial, en 1951 à Helsinki. Il bat à cette occasion le favori du public, le Finlandais Aleksanteri Keisala.
Des démêlés avec la Fédération turque de lutte le conduisent à mettre un terme à sa carrière sportive en 1952, malgré la perspective des Jeux olympiques de Helsinki.
Ces problèmes réglés, il obtient un poste d'entraîneur national, qu'il occupe de 1955 à 1971.